# 廬陽区
廬陽区（ろよう-く）は、中華人民共和国安徽省合肥市に位置する市轄区。

## 歴史
1949年、合肥市第一区として成立。1951年11月に東市区、1960年6月に南市区、1963年8月に中市区と改称された。2002年の行政区画整理に伴い中市区は廬陽区と改称され、旧中市区の10街道に加え、旧郊区の三十崗郷、杏花村鎮、大楊鎮を管轄する市轄区として成立した。

## 行政区画
- 街道:亳州路街道、双崗街道、杏林街道、海棠街道、杏花村街道、逍遥津街道、三孝口街道、四里河街道、林店街道
- 鎮:大楊鎮
- 郷:三十崗郷

## 観光
- 安徽博物院旧館
- 李鴻章故居
- 逍遥津
- 合肥曹魏新城遺跡
- 包公祠
- 廬州府城隍廟
- 明教寺